# Iglesia del Sagrado Corazón (San Petersburgo)
La Iglesia del Sagrado Corazón  (en ruso: Храм Святейшего Сердца Иисусова) es una iglesia católica de estilo neogótico situada en la ciudad de San Petersburgo en Rusia y dependiente de la archidiócesis católica de Moscú. Está dedicada al Sagrado Corazón de Jesús. Se encuentra en el 57 calle Babushkin.
En 1892 varios miles de católicos, la mayoría trabajadores del distrito del Neva al este de la capital y de origen polaco, solicitaron permiso para construir una nueva iglesia que obtuvieron para el otoño de 1905. Se dedicó entonces oficialmente al Santísimo corazón de Jesús. Mientras tanto, se reunían en una capilla cercana a la fábrica Obukhov, dependiente de la Iglesia de Santa Catalina. El terreno necesario se adquirió 18 de noviembre de 1906 en la esquina de la calle vieja del cementerio, y en la vía de la fábrica de porcelana. Los planes para la construcción fueron confiados al arquitecto Stefan Galenzovski y la primera piedra fue bendecida el 8 de septiembre de 1907, pero debido a las dificultades financieras, el trabajo principal fue completado solo en 1912 y el culto comenzó en 1914. la iglesia fue consagrada en 1917 después de la revolución de febrero. No se pudo construir la torre.
Después de la caída de la URSS y el fin de un gobierno ateo, la Iglesia católica en Rusia, al igual que otras confesiones cristianas pudieron de nuevo "funcionar" normalmente. Una parroquia se formó en 1993, a la que se le asignó una parte del edificio. La primera misa fue celebrada el 6 de junio de 1996. La parroquia obtuvo el derecho a recuperar la totalidad del edificio en 2003, pero el derecho a construir una torre como estaba en los planes originales le fue negado por el municipio en 2009.
Una restauración comenzó en el año 2011.

## Véase también

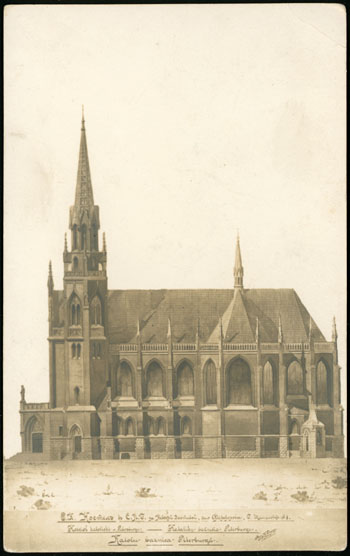
Diseño original del templo